# Neoraimondia
Genre
Neoraimondia est un genre végétal de la famille des Cactaceae.

## Liste des espèces et sous-espèces
Selon NCBI (6 sept. 2010) :
- Neoraimondia arequipensis
- Neoraimondia herzogiana